# Gaston Bussière

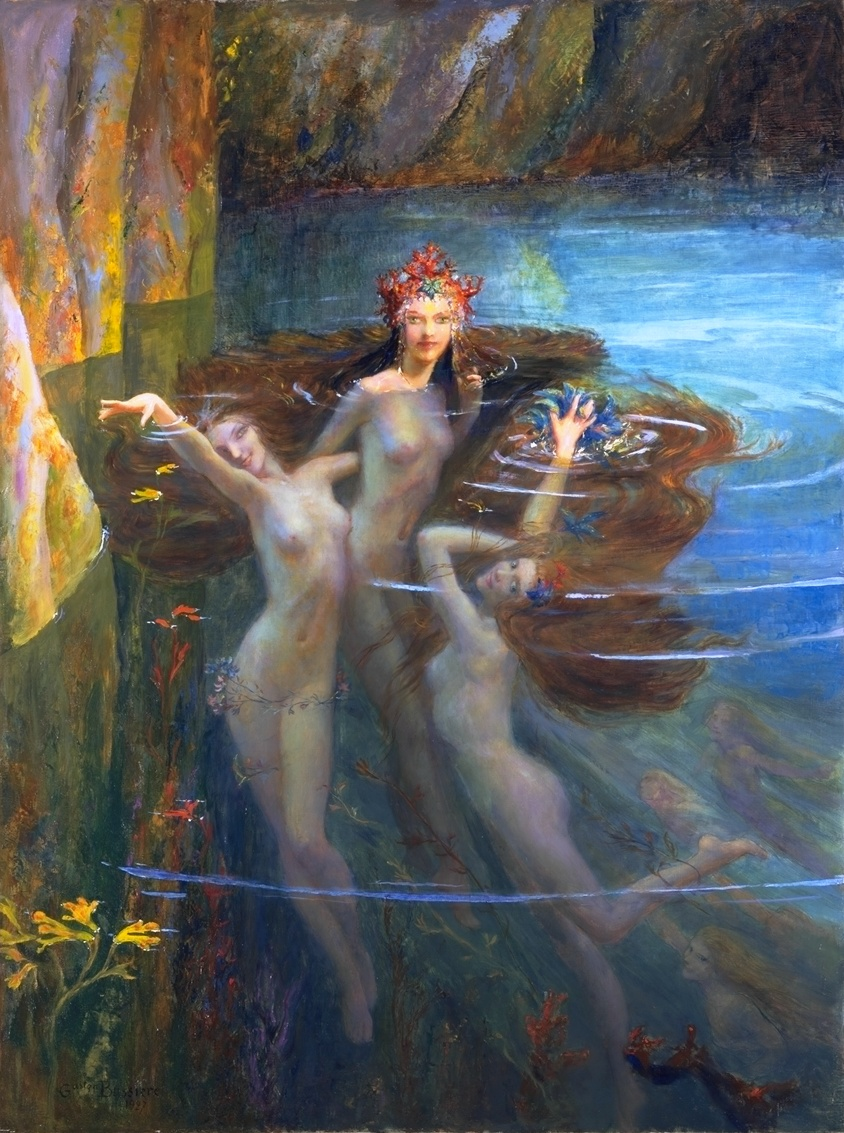
Nereidy, 1902

Gaston Bussière (ur. 24 kwietnia 1862 w Cuisery, zm. 29 października 1929 w Saulieu) – francuski malarz akademicki i ilustrator.
Studiował w Académie des Beaux-Arts w Lyonie, następnie w Paryżu u Alexandre Cabanela. Malował głównie francuskie i nordyckie legendy i mity. Jego twórczość stanowiła pomost łączący symbolizm prerafaelitów i malarstwem historycznym takich artystów jak Jean-Paul Laurens. Był autorem ilustracji m.in. do powieści Honoré de Balzaca i Gustave Flauberta.

## Galeria

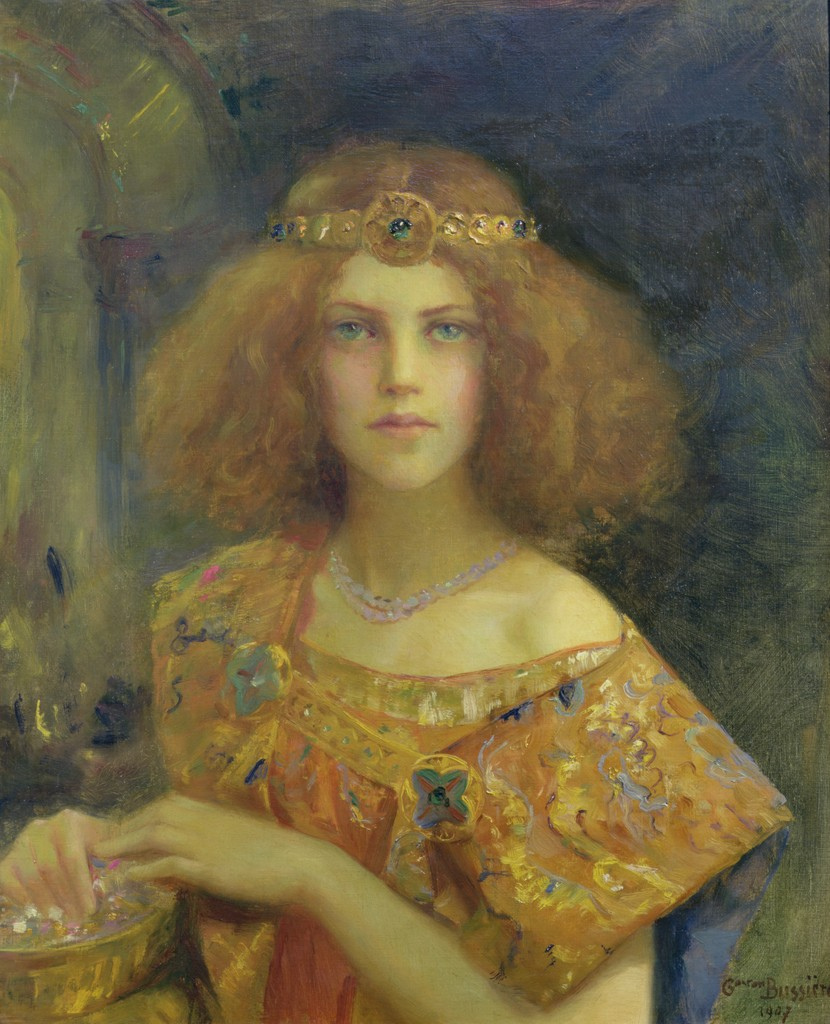
Salammbô, 1907
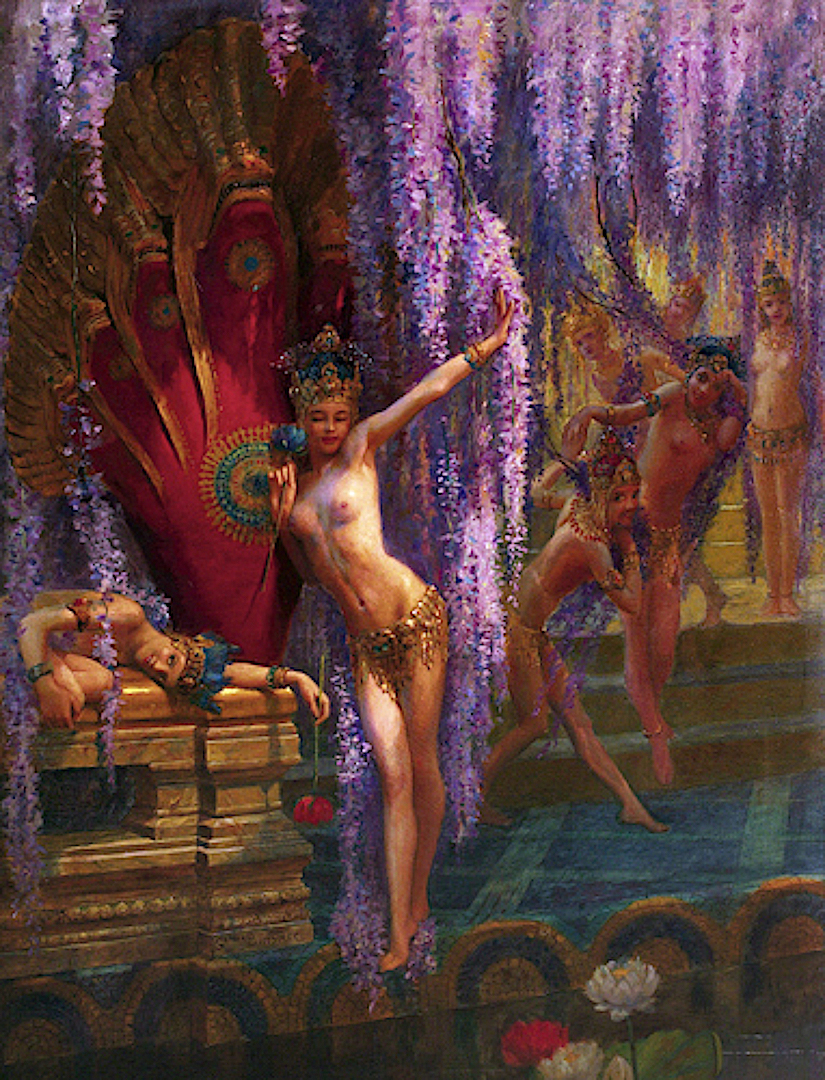
Egzotyczne tancerki
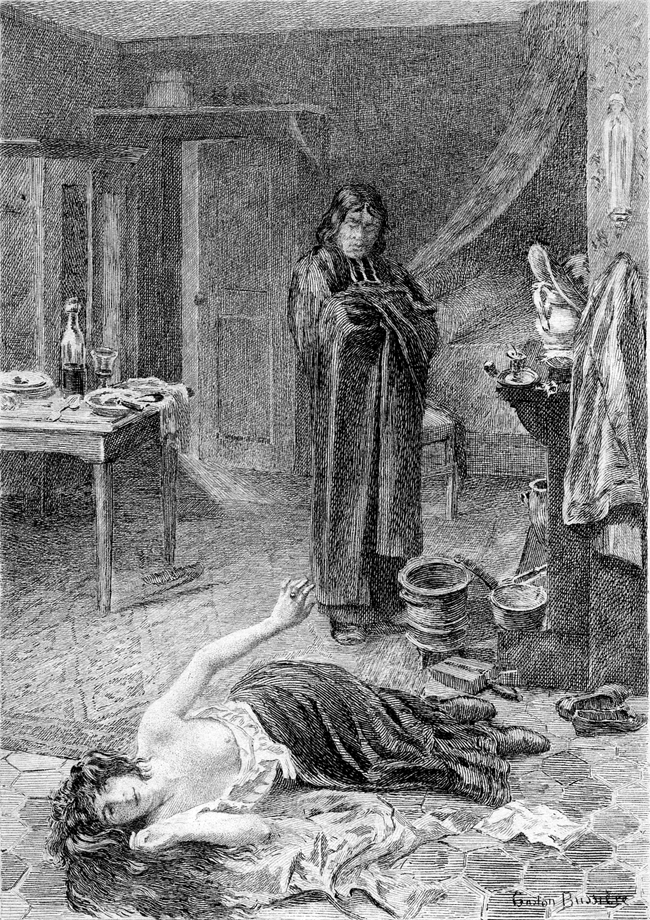
Blaski i nędze życia kurtyzany – ilustracja, 1897
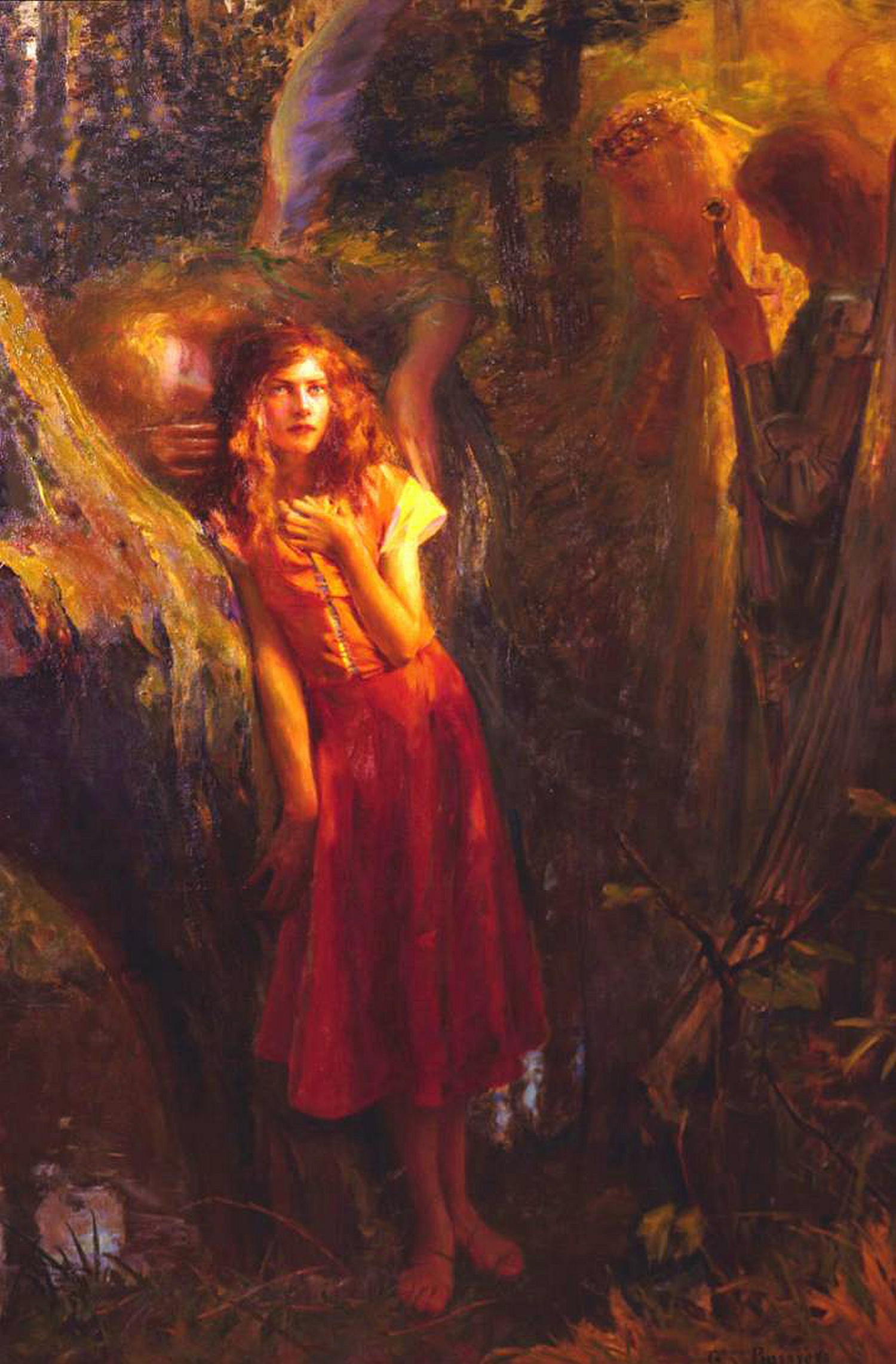
Joanna d’Arc